# Amsterdamscheveld
Amsterdamscheveld est un hameau néerlandais du sud-est de la province de Drenthe. Le petit village est situé à environ 3 km au sud d'Erica, village auquel le hameau appartient. Le 1er janvier 2004, Amsterdamscheveld avait environ 130 habitants.

## Histoire
En 1850, un groupe d'investisseurs amstellodamois achetèrent les tourbières à cet endroit et y établirent une nouvelle localité, qu'ils baptisèrent d'après leur ville de résidence. Les tourbes extraites des fagnes furent transportées par les différents canaux d'embranchement du Verlengde Hoogeveense Vaart et du Canal Stieltjes, dont le Canal Dommers, qui est toujours navigable jusqu'à Amsterdamscheveld.